# Fort McDermitt (Nevada)
Fort McDermitt es un lugar designado por el censo ubicado en el condado de Humboldt en el estado estadounidense de Nevada. En el año 2010 tenía una población de 341 habitantes.

## Geografía
Fort McDermitt se encuentra ubicado en las coordenadas 41°57′56″N 117°38′21″O / 41.96556, -117.63917.